# Мондаріс-Бальнеаріо
Мондаріс-Бальнеаріо (гал. Mondariz-Balneario, ісп. Mondariz-Balneario) — муніципалітет в Іспанії, у складі автономної спільноти Галісія, у провінції Понтеведра. Населення — 726 осіб (2009).
Муніципалітет розташований на відстані близько 450 км на північний захід від Мадрида, 26 км на південний схід від Понтеведри.

## Демографія
Динаміка населення (INE ):

## Галерея зображень

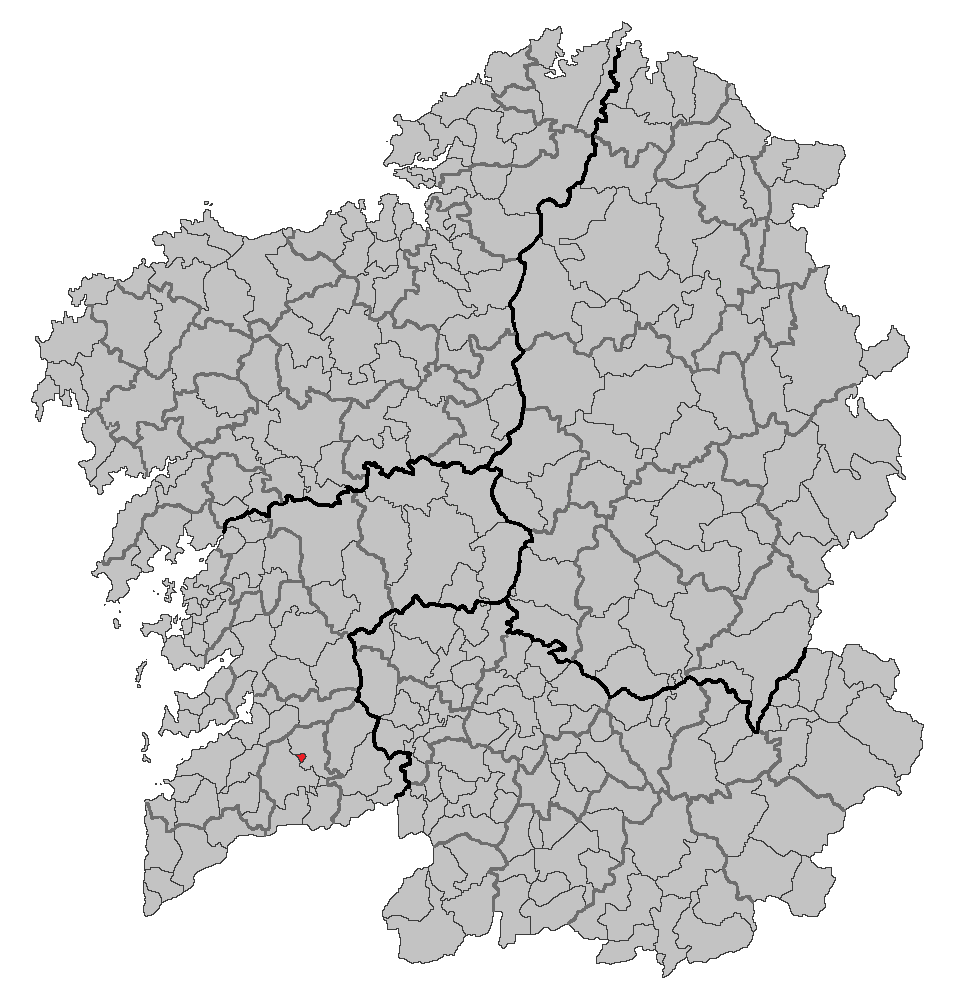
Розташування муніципалітету